# ماریکا پیچیرانکا
ماریکا پیچیرانکا (اوکراینی: Марійка Підгірянка؛ ۹ مارس ۱۸۸۱ – ۱۸ مهٔ ۱۹۶۳) شاعر، نویسنده کودکان، نویسنده، و آموزگار اهل اتریش-مجارستان بود.